# جورج مورگان (تنیس‌باز)
 جورج مورگان (انگلیسی: George Morgan؛ زاده ۷ فوریهٔ ۱۹۹۳) یک تنیس‌باز اهل بریتانیا است.